# Pentameter
Pentameter (altgriechisch πεντάμετρος pentámetros von πέντε pénte, deutsch ‚fünf‘ und μέτρον métron, deutsch ‚Maß‘: ‚mit fünf Maßen‘, als Adjektiv zu altgriechisch στίχος stichos, deutsch ‚Vers‘ zu denken) ist in der antiken quantitierenden Metrik ein sechshebiges daktylisches Versmaß. Der Name „Pentameter“ ist also dem Wortsinn nach irreführend. Der Pentameter erscheint praktisch ausschließlich als zweiter Vers des elegischen Distichons, dessen erster Vers ein Hexameter ist.
Die den Pentameter verwendenden Sprachen der Antike, Griechisch und Latein, haben andere Eigenschaften als die deutsche Sprache; daher unterscheidet sich der Aufbau des Pentameters im Deutschen in einigen Punkten vom Aufbau des antiken Vorbilds.
In anderen modernen Sprachen bezeichnet „Pentameter“ allgemein den Fünfheber, was im Fall des jambischen Fünfhebers eigentlich nicht korrekt ist, da das jambische Metron aus zwei Versfüßen besteht, ein jambischer Pentameter wäre daher zehnfüßig.

## Antiker Pentameter
Im antiken Pentameter sind der dritte und der sechste Daktylus jeweils einsilbig katalektisch, das heißt, er besteht nur aus einer einzigen langen Silbe ohne nachfolgende kurze Silben. Durch eine vorgeschriebene Dihärese nach dem dritten Daktylus wird der Vers rhythmisch in zwei parallele, dreifüßige Halbverse (Kola) gegliedert.
Der erste und der zweite Daktylus können auch durch einen Spondeus (zwei longa, ——) ersetzt werden.
In metrischer Notation:
—◡◡ˌ—◡◡ˌ— ‖ —◡◡ˌ—◡◡ˌ◠
Ein Beispiel aus den Epigrammen Martials (1,57):
Nec volo quod cruciat, nec volo quod satiat.

Weder hab' ich, was quält, weder, was sättiget, gern.
Die Zählung des Pentameters als „fünffüßiger“ Vers dürfte in der Antike dadurch aufgekommen sein, dass der Vers als zwei „halbe Hexameter“ (Hemiepes) aufgefasst und hierbei die beiden katalektischen Füße als jeweils „halber“ Fuß zusammengezählt wurden, oder auch durch falsche Messung, bei der unter Missachtung der Dihärese die beiden aufeinanderfolgenden Längen als ein Spondeus zusammengefasst und die nachfolgenden Silben als zwei Anapäste (zwei kurze Silben gefolgt von einer langen) gedeutet wurden.

## Deutscher Pentameter

### Metrum
In der akzentuierenden Metrik des Deutschen wird das klassische Versmaß durch eine entsprechende Folge von Hebungen und Senkungen nachgebildet, wobei aber als Ersatz der ersten beiden Daktylen keine Spondeen, die akzentuierend schwer nachzubilden sind, sondern Trochäen (eine betonte Silbe gefolgt von einer unbetonten, —◡) verwendet werden:
—◡(◡)ˌ—◡(◡)ˌ— ‖ —◡◡ˌ—◡◡ˌ—
Ein Beispiel aus Friedrich Hölderlins Der Wanderer:
Hoch in heiterer Luft siehet der Falke sich um.
—◡ˌ—◡◡ˌ— ‖ —◡◡ˌ—◡◡ˌ—
Allerdings werden, wenn es sinnvoll erscheint (zum Beispiel bei Versen von Dichtern, die ausdrücklich den antiken Vers nachzubilden versuchen), zweifüßige Versfüße von vielen Metrikern als Spondeus verstanden und gekennzeichnet. Aus August von Platens Umiltà in Piosta:
War nur ein Handwerksmann, aber die Zierde der Kunst.
a) —◡◡ˌ—◡ˌ— ‖ —◡◡ˌ—◡◡ˌ—
b) —◡◡ˌ——ˌ— ‖ —◡◡ˌ—◡◡ˌ—
Hier ist „Handwerks-“ ein zweisilbiger Fuß, der als Trochäus dargestellt (a), aber, durch die Schwere der Silbe „-werks-“, auch als Spondeus aufgefasst werden kann (b).
Anders in Platens Griechen und Pietisten:
Aber sie ward Handwerk, schwatzender Pöbel, in dir.
—◡◡ˌ——ˌ— ‖ —◡◡ˌ—◡◡ˌ—
Hier bildet „Handwerk“ zusammen mit dem die davor befindliche Hebung besetzenden „ward“ einen geschleiften Spondeus an einer Stelle des Pentameters, unmittelbar vor der Dihärese, die sehr empfindlich ist. Daher ist die Bezeichnung als Spondeus sinnvoll, damit der Wille des Verfassers, hier einen antiken Spondeus so wirksam wie möglich nachzubilden, verständlich wird und vom Leser im (lauten oder inneren) Vortrag bestmöglich verwirklicht werden kann.
Gelegentlich wird in der deutschen Dichtung auch ein Versfuß der zweiten Vershälfte als zweisilbiger Fuß verwirklicht, was aber der Aufgabe des Pentameters widerspricht und daher nur bei wenigen Verfassern vorkommt. Ein frühes Beispiel aus Friedrich Gottlieb Klopstocks Die künftige Geliebte (1747):
Wenn im Liede mein Herz halb gesagt dir gefällt!
—◡ˌ—◡◡ˌ— ‖ —◡ˌ—◡◡ˌ—

### Versbeginn
Im deutschen Pentameter ist wie auch im deutschen Hexameter die den Vers eröffnende Hebung oft nicht mit einer betonungsfordernden Silbe besetzt, sondern mit einer Silbe, die Betonung lediglich ermöglicht. Das schwächt den Vers und ist schon früh als Verseigenschaft erkannt worden, auf die geachtet werden muss.
Des Gesetzes Gespenst steht an der Könige Thron.
Über den ersten, zweisilbigen Fuß dieses Pentameters, „Des Ge-“, schreibt Friedrich Schiller am 29. November 1795 anlässlich eines Austauschs über seine Elegie Der Spaziergang an Wilhelm von Humboldt, ihn „wird ein Rigorist schwerlich verzeihen.“

### Erste Vershälfte
In der ersten Vershälfte des Pentameters können die ersten beiden, dreisilbigen Versfüße (Daktylen) gegen zweisilbige Versfüße ausgetauscht werden (Trochäen oder, seltener, Spondeen). Damit ergeben sich, bei stets gleicher zweiter Vershälfte, vier verschiedene Pentameter: Erster Fuß dreisilbig, zweiter Fuß dreisilbig (33), erster Fuß zweisilbig, zweiter Fuß dreisilbig (23), erster Fuß dreisilbig, zweiter Fuß zweisilbig (32), erster Fuß zweisilbig, zweiter Fuß zweisilbig (22). In dieser Reihenfolge erscheinen die vier Pentameter in Johann Wolfgang Goethes Der neue Pausias und sein Blumenmädchen in den Distichen 33–36:
Sie

Und der rohe Timanth ergriff mich, und sagte: Die Hummeln

Forschen des herrlichen Kelchs süße Geheimnisse wohl?

Er

Und du wandtest dich weg, und wolltest fliehen; es stürzten

Vor dem täppischen Mann Körbchen und Blumen hinab.

Sie

Und du riefst ihm gebietend: Das Mädchen lass' nur! Die Sträuße,

So wie das Mädchen selbst, sind für den feineren Sinn.

Er

Aber fester hielt er dich nur; es grinste der Lacher,

Und dein Kleid zerriss oben vom Nacken herab.
Über größere Mengen von Distichen hinweg tauchen diese Pentameterformen aber nicht gleich häufig auf. Für Goethes Elegien ist ausgezählt worden: 23 55,2 %, 33 36,1 %, 32 6,2 %, 22 2,5 %. Die entsprechenden Werte für Schiller: 23 48,4 %, 33 42,0 %, 32 9,6 %, 22 0,0 %. Anhand solcher Zahlen lassen sich einmal Rückschlüsse auf den allgemeinen Bau des Pentameters ziehen, wie etwa, dass der zweite Versfuß in der überwältigenden Anzahl der Verse dreisilbig ist; zum anderen wird das persönliche Versverständnis des einzelnen Dichters sichtbar, wie etwa in Schillers völligem Verzicht auf die Form 22.

### Dihärese
Der Einschnitt in der Mitte des Pentameters fällt häufig mit einem Satz-, was meint: Sinneinschnitt zusammen; Beispiele sind die beiden unter „Metrum“ gezeigten Pentameter Platens. Der Satz kann aber auch ohne eigenen Einschnitt über den Verseinschnitt hinwegziehen; Beispiele sind die unter „Metrum“ gezeigten Pentameter Hölderlins und Klopstocks. Als dritte Möglichkeit können sich Vers- und Sinnabschnitt in unmittelbarer Nachbarschaft verwirklichen, also um eine oder zwei Silben gegeneinander verschoben sein. Ein Beispiel aus Hugo von Hofmannsthals Erkenntnis:
Schwieg ich auf ewige Zeit | still: denn ich wüsste genug.
Hier tritt der Verseinschnitt (|) eine Silbe früher ein als der durch den Doppelpunkt gekennzeichnete Satzeinschnitt. In solchen Fällen empfiehlt es sich, auch den Verseinschnitt durch ein leichtes Zögern bzw. Absetzen im Vortrag hörbar zu machen.
Der Satzeinschnitt kann auch vor dem Verseinschnitt liegen. Ein Beispiel aus Muse und Dichter von Eduard Mörike:
Schlafe! Träume nur! Still | ruf' ich dir Hülfe herab.
Hier tritt der Satzeinschnitt zuerst ein, eine Silbe vor dem Verseinschnitt (|).
Möglich ist auch ein Satzeinschnitt vor der Dihärese, verbunden mit einem zweiten Satzeinschnitt hinter ihr. Der Vers zerfällt dann in drei Teile, und wenn die beiden Satzeinschnitte jeweils einen Abstand von zwei Silben zur Dihärese haben, wird ein im Deutschen seltener Wortfuß vernehmbar, der Antispast. Ein Beispiel aus Prognostikon von Gustav Schwab:
Fällt mit Schanden, ein Spott | Feinden, und Freunden ein Graun.
Die beiden Satzeinschnitte sind durch die Kommata gekennzeichnet, um den Verseinschnitt (|) herum baut sich der Antispast auf, „ein Spott Feinden“, ◡——◡.
In den meisten Fällen schließt im Pentameter auf der Hebung vor der Dihärese, die den ersten Halbvers schließt, auch ein Wort; nur selten geht ein Wort über diese Grenze hinweg. Ein Beispiel findet sich in An Agnes Gräfin zu Stolberg von Johann Heinrich Voß:
Atmetest, unter des Rohrsperlinges hellem Gesang;
Hier liegt die Dihärese zwischen „Rohr-“ und „-sper-“. In solchen Fällen folgen auf die Silbe, die die Hebung unmittelbar nach der Dihärese besetzt („-sper-“), oft zwei sehr flüchtige Silben („-lin-“, „-ges“), was der vorausgehenden Hebungssilbe zusätzlichen Nachdruck gibt und ihr ermöglicht, sich gegen die Silbe auf der Hebung vor der Dihärese („Rohr-“) zu behaupten. Auf diese Weise bildet sich oft ein ionischer Wortfuß, hier „Rohrsperlinges“, ——◡◡. Auch in solchen Fällen sollte der Vortrag die Dihärese auf irgendeine Art hörbar machen.
Die Hebung vor der Dihärese ist für gewöhnlich mit einer sehr starken Silbe besetzt, so dass sie sich der unmittelbar folgenden Hebungssilbe hinter der Dihärese gegenüber behaupten kann und nicht „gedrückt“ wird. Steht doch einmal eine schwächere Silbe, hilft ihr oft der inhaltliche Zusammenhang. Ein Distichon Goethes, aus den Vier Jahreszeiten:
Immer war mir das Feld und der Wald, und der Fels und die Gärten

Nur ein Raum, und du machst sie, Geliebte, zum Ort.
Hier rechtfertigt der inhaltliche Bezug, das eigentlich schwächere „du“ auf der Hebung vor der Dihärese so stark zu betonen, dass es gegen das folgende „machst“ bestehen kann.

### Zweite Vershälfte
In der zweiten Hälfte des Pentameters sind der vierte und der fünfte Versfuß immer Daktylen; dies ist die Stelle, an der sich der daktylische Grundrhythmus des Pentameters wie des gesamten Distichons am deutlichsten ausprägt. Daher werden hier im Allgemeinen auch nur sehr „saubere“ Daktylen verwendet, also solche, deren Hebung von einer starken Silbe besetzt ist und deren Senkungssilben möglichst wenig Gewicht haben, was meint: keine Nebenbetonung tragen.
Ton, Gestalt, und ein Hauch des nicht mehr Sagbaren geistert

Schöpferisch, und schon allein, durch die verlustreiche Zeit.
In diesem Distichon Josef Weinhebers (aus Für Richard Strauß) ist die Senkung des fünften Pentameter-Fußes daher auffallend schwer besetzt; „-reiche“ trägt eine Nebenbetonung.

### Versschluss
Die letzte Silbe des Pentameters, die im antiken Vers lang oder kurz sein kann, ist im deutschen Vers immer betont und fast immer von einer starken Silbe besetzt. Steht ausnahmsweise (meist in möglichst genauer Nachahmung des antiken Vorbilds) doch eine schwache Silbe, schließt der Pentameter gleichzeitig einen Sinnabschnitt. Ein Beispiel bietet der letzte Vers von August Wilhelm Schlegels Die Elegie:
(jedes)

Liebebewegten Gemüts linde Bewältigerin.
Den Versschluss bilden in der Regel ein- oder zweisilbige Wörter. Mehrsilbige Wörter haben eine große Wirkung, sind aber an dieser Stelle schwer zu verwirklichen; Beispiele mit kräftiger Schlusssilbe finden sich in Schlegels Rom, etwa:
Deren betörender Glanz hegt Basiliskennatur.
In längeren aus Distichen aufgebauten Texten ist Enjambement häufig, in Epigrammen der Kürze der Texte wegen seltener; der Satz fließt dabei sowohl vom Hexameter in den Pentameter als auch vom Pentameter in den Hexameter des nächsten Distichons. Ein neuer Gedanke setzt in deutschen Texten allerdings so gut wie immer mit dem Hexameter ein, so gut wie nie mit dem Pentameter.

### Wirkung
Der im Deutschen ausschließlich im elegischen Distichon vorkommende Pentameter kann in seiner Wirkung nur in Bezug auf seinen Partnervers, den Hexameter, und das Gesamtgebilde Distichon verstanden werden. Durch die frei bewegliche Zäsur und die Möglichkeit, in fünf der sechs Versfüße zwischen Daktylus, Trochäus und Spondeus zu wechseln, kann sich die Bewegung im das Distichon eröffnenden Hexameter frei entfalten, es entsteht der Eindruck eines ruhigen, breiten Ausströmens; der Pentameter fängt durch seinen festen Einschnitt in der Mitte, an dem die Bewegung kurz stockt, und die ausschließlich daktylische zweite Vershälfte diese Vielfalt wieder ein bringt die Bewegung zur Ruhe, wodurch das gesamte Verspaar nachdrücklich endet und einen Eindruck von großer Geschlossenheit gewinnt.
Rudolf von Gottschall drückt diesen Zusammenhang in größtmöglicher Knappheit so aus: „Der Hexameter ist zentrifugal, der Pentameter zentripetal.“
Emanuel Geibels Distichen vom Strande der See enthalten einige Epigramme, die entweder unmittelbar das Distichon zum Inhalt haben oder auf das Distichon und die unterschiedliche Wesensart seiner Verse bezogen werden können. Ein Beispiel:
Ob wie ein Spiegel die Woge sich dehnt, ob rasend emporschäumt,

Ihre gewiesene Bahn wandeln die Sterne dahin.

### Nicht-distichische Pentameter
Wie der antike Pentameter wird auch der deutsche Pentameter fast ausschließlich in Verbindung mit dem Hexameter im elegischen Distichon verwendet;  Wilhelm Langewiesche hält es aber für möglich, „zuweilen auch wenigstens kleine Gedichte geeigneten Stoffs aus Pentametern allein zu bilden, welche dann auch mit Vorteil gereimt werden können“, und gibt als Beispiel einige eigene Verse:
Jetzt, da zum Mann ich gereift, seufz' ich: „O wär' ich noch jung!“

Ach, und die Räder der Zeit rollen in raschestem Schwung.
Bei Theodor Robert Grosewsky findet sich zwischen elegischen Distichen ein anderes, thematisch verwandtes Beispiel:
Flüchtig, Freund, ist die Zeit, flücht'ger als Schwalbe und Wind,

Aber am flüchtigsten, ach! wenn wir am glücklichsten sind.
Johann Heinrich Friedrich Meineke hält die Verbindung des Pentameters mit anderen Versen als dem Hexameter für möglich und gibt als Beispiel unter anderem eine eigene Beispielstrophe aus drei phaläkischen Versen und einem schließenden Pentameter:
Freundin, wandere nicht mehr zu dem Grabe

Des im Leben Geliebten. Tausend deiner

Tränen wecken ihn nicht zurück in deine

Arme: bannen den Geist nicht in den Moder zurück.
Friedrich Gottlieb Klopstock verwendet den Pentameter zweimal als ersten Vers einer vierzeiligen Odenstrophe, in Sie und Die Erscheinungen. Die erste Strophe von Sie:
Freude, wem gleichst du? Umsonst streb' ich zu wählen, du bist

Allem, was schöner ist, gleich, allem, das hoch

Sich erhebet, allem, was ganz

Rühret das Herz.
Diese und andere, vergleichbare Versuche sind aber ohne Nachfolge geblieben. Größere Bedeutung hat die Verwendung des Pentameters durch Rainer Maria Rilke in den Duineser Elegien und den Sonetten an Orpheus. In den meisten der Elegien wandelt Rilke die Verse des Distichons, Hexameter und Pentameter, auf verschiedenste Art ab, es finden sich aber auch wirkliche Hexa- und Pentameter. Ein Beispiel gibt die sechste Elegie, V15, V16:
Helden vielleicht und den frühe Hinüberbestimmten,

denen der gärtnernde Tod anders die Adern verbiegt.
Der erste Vers ist ein katalektischer daktylischer Fünfheber (der, zu Beginn um einen Versfuß ergänzt, einen tadellosen Hexameter ergäbe), der zweite Vers ein nicht zu beanstandender Pentameter; insgesamt ist die Distichon-Form als Vorlage noch erkennbar.
Bei den Sonetten an Orpheus sind im zehnten Sonett des zweiten Teils alle geradzahligen Verse der Quartette (gereimte) Pentameter:
Alles Erworbne bedroht die Maschine, solange

sie sich erdreistet, im Geist, statt im Gehorchen, zu sein.

Dass nicht der herrlichen Hand schöneres Zögern mehr prange,

zu dem entschlossenen Bau schneidet sie steifer den Stein.

Nirgends bleibt sie zurück, dass wir ihr ein Mal entrönnen

und sie in stiller Fabrik ölend sich selber gehört.

Sie ist das Leben – sie meint es am besten zu können,

die mit dem gleichen Entschluss ordnet und schafft und zerstört.
V2, V4, V6, V8 sind nach der Regel gebaute Pentameter; V1 und V7 sind daktylische Fünfheber, die als verkürzte Hexameter aufgefasst werden können, V3 ein um eine unbetonte Silbe verlängerter Pentameter. Auch V5 kann auf diese Weise gelesen werden (Hebungen auf „-rück“ und „dass“); aber auch die Lesung als Hexameter ist möglich (Hebungen auf „-rück“ und „wir“). Auch hier ist die Grundstruktur des Distichons noch spürbar.

### Sonstiges
Friedrich August Gotthold hat grundlegende Eigenschaften des Pentameters wie seine Herleitung aus dem Hexameter, seine Abhängigkeit vom Hexameter und seinen zweiteiligen Aufbau in einem aus zwei Distichen bestehenden Epigramm beschrieben:
Immer zu wandeln allein!, rief einst der Hexameter klagend;

Echo tönte zurück: Immer zu wandeln allein!

Und von der Nymphe belehrt, erschuf er sich selbst den Gefährten,

Zweimal sprechend das Wort: Immer zu wandeln allein.
Häufig werden von den beiden Versen des Distichons der Hexameter mit männlichen, der Pentameter mit weiblichen Eigenschaften in Verbindung gebracht. Gustav Theodor Fechner stellt in einem längeren, das Distichon in Distichen beschreibenden Rätselgedicht den Hexameter als Mann, den Pentameter als Frau dar und beschreibt die Eigenschaften des Pentameters dabei so:
Niemals geht sie allein, nicht wär' es geziemend dem Weibe,

Aber an seiner Hand gerne betritt sie die Flur.

Zarter ist sie gebaut und auch nach anderm Verhältnis,

Mit dem holdesten Reiz gürtet ein Band ihr den Leib.